# Csók István (festő)
Csók István (Sáregres, 1865. február 13. – Budapest, 1961. február 1.) kétszeres Kossuth-díjas magyar festő, kiváló művész.

## Életpályája

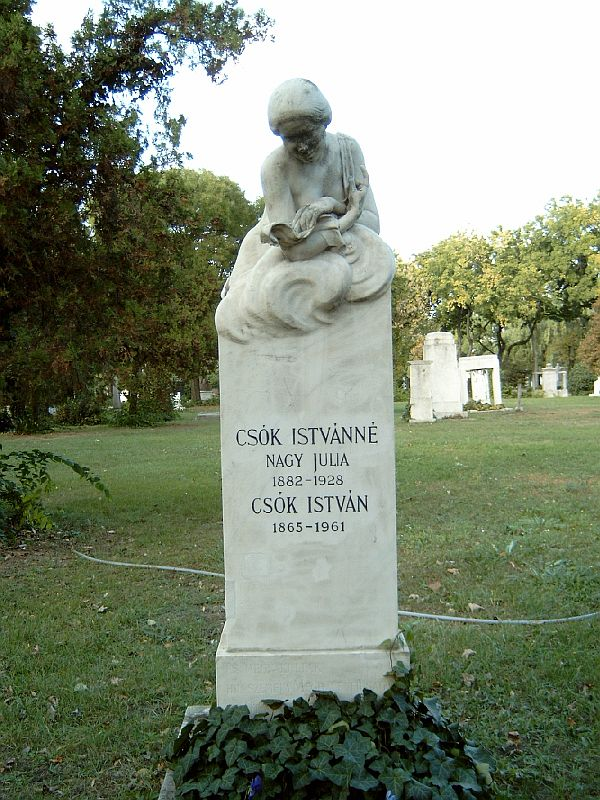
Csók István sírja Budapesten. Kerepesi temető: 35-1-74. Szentgyörgyi István alkotása

1865. február 13-án született a dunántúli Sáregresen. Apja népi származású, tősgyökeres iparoscsaládból való jómódú molnármester volt. Kiterjedt rokonsága, barátai, ismerősei mind a polgárosztályhoz tartoztak. István gyerekkorában véznácska, beteges volt, akit mindenki csak kényeztetett. Jómódú szülei nem iparkodtak korán munkára vagy tanulásra fogni. Budapesten kezdte 1882-ben tanulmányait Székely Bertalan, Lotz Károly tanítványaként, majd Münchenben és Párizsban folytatta. A francia főváros tárháza volt a 19. század legjava képzőművészeti realizmusának, csatatere az impresszionisták harcainak. Csók emlékirataiban hangsúlyozza, hogy szabad akart lenni, ezért nem választotta az állami főiskolát, az Académie des Beaux-Arts-ot. Bastien-Lepage művei hatottak rá.
Korai képe, az Úrvacsora, Párizsban aranyérmet, Bécsben állami nagy aranyérmet nyert, 1894-ben. A Szénagyűjtők a plein air tolmácsolója. A millenniumra a Báthory Erzsébet (1895) képpel készült. A csejtei várúrnő (abban a korban feltételezett) szadizmusának ábrázolása sok kritikát és müncheni aranyérmet hozott. Nagybányára ment, de a táj nem kötötte le. 1903-tól Párizsban hét eredményes esztendőt töltött el. Belekezdett a Műteremsarok (Ateliersarok) című képébe, melyet csak 1905-ben küldött be a párizsi Szalonba, ahol nem részesült díjazásban, pedig nagyon számított rá. E festményében jutott első alkalommal kifejezésre teljes egészében aktfestésének varázsa.
1914-ben nagy sikerű kiállítása volt a Műcsarnokban. Aktábrázolásának több szép darabját ismerjük, köztük a Thámárt (1905). A párizsi éveire esnek azok a Magyarországon fogant festményei is, amelyeken a Dunántúl népének színességét ünnepelte. Álláspontja gyönyörködés volt a népélet, népviselet színességében, a fiatalság életerejében, szépségében, egészségében. Csók István a századelő koloritgazdag, ösztönös érzékkel impresszionista, elismert festője. A benyomás eleven rögzítése, tájat, tárgyakat egybefoglaló látása egyéni módon és magas színvonalon jelenik meg.
Közismertek lányáról, Csók Júliáról („Züzü”) és a Balatonról festett képei. Az 1910-es évek végén ismerkedett meg a magyar tengerrel. Ebből megtermékenyítő szerelem lett, amelyből évtizedekig ihletet merített.
Különös derű jelenik meg a Keresztapa reggelije c. képén. Ez az alkotása és a Tél a tavaszban című áll legközelebb a nagybányai stílushoz, a természet és az emberi érzelmek találkozási pontjához. Az Ernst Múzeumban, 1935-ben kiállításon mutatta be félévszázados munkásságának legjavát. Évről évre részt vett a képzőművészek szövetségének kiállításain, ahol 1951-ben búcsúzott utolsó jelentős alkotásával, a Háború és Béke című, hármas tagozatú festményével.
Főiskolai tanárként a nagybányai művésztelep festői tanulságainak következetes oktatásával fontos szerepet töltött be. Maga is több nyarat a nagybányaiakkal töltött még fiatal művészként (1897–1901 között). Tanítványai nem felejtik meleg emberségét és segítőkészségét. 1932-ben Vaszary Jánossal együtt kényszer-nyugdíjazták baloldali tanítványainak támogatása miatt.

## Családja
Csók István 1903-ban vette feleségül a Schlick-gyár főmérnökének lányát, Nagy Júliát (1882–1928).
- Egy leányuk született, Csók Júlia (Juliette,[10] „Züzü”,[11] Párizs, 1909. december 21. –1970, Tatabánya). Vida Lajos, a sáregresi református lelkipásztor felesége lett.[12]

## Híres képeiből
- „Ezt cselekedjétek az én emlékezetemre" (Úrvacsora) (1890) olaj, vászon, 136,5 x 111 cm (MNG)
- Szénagyűjtők (1890) olaj, vászon, 116 x 136 cm (MNG)
- Árvák (1891) olaj, vászon, 120 x 135 cm (MNG)
- Báthory Erzsébet (1895 körül) olaj, vászon, 400 x 605 cm (MNG)
- Cserényben (1900) (népi életkép) (Szépművészeti Múzeum)
- Tulipános láda (1910) olaj, vászon, 120 x 94 cm (MNG)
- Tél a tavaszban (1913) olaj, fa, 64 x 80 cm (MNG)
- Virágcsendélet (Reggeliző-asztal) ( 1913) olaj, vászon, 84 x 73,2 cm (MNG)
- „Honni soit qui mal y pense…" (aktfestmény) 1925 olaj, vászon, 124 x 163 cm (MNG)
- Sokác temető (1929) olaj, vászon, 66,5 x 86 cm (Janus Pannonius Múzeum, Pécs)
- Szivárvány a Balaton felett 1930 olaj, fa, 112,5 x 100,5 cm (MNG)
- Keresztapa reggelije (1932) olaj, vászon, 90 x 81 cm (MNG)
- Borospince (1944) olaj, vászon, 60 x 74 cm (magántulajdonban)

## Kötetei
- Emlékezéseim; Officina, Budapest, 1945 (Officina képeskönyvek)
- Emlékezéseim; bev. Németh Lajos; Akadémiai, Budapest, 1990 (Egyéniség és alkotás)
- Emlékezéseim; szerk. Révész Emese; Magyar Képzőművészeti Egyetem, Budapest, 2015

## Társasági tagság
- MIÉNK
- Szinyei Merse Pál Társaság
- Magyar Mickiewicz Társaság[13]

## Emlékezete
- A Székesfehérvár legnagyobb festménygyűjteményének helyet adó múzeumot, a Csók István Képtárat róla nevezték el.
- Dunaharasztiban utca viseli nevét.
- 1990 előtt egy belvárosi utca is viselte a nevét Székesfehérvárott (ma Megyeház utca).
- Szülei cecei házában ma a Csók István Emlékmúzeum működik